# Архиепископский вопрос
Архиепи́скопский вопро́с или Архиепископская проблема (греч. Αρχιεπισκοπικό ζήτημα) — политический кризис, охвативший в 1900—1909 годы Кипрскую православную церковь и греческую общину острова. Возник в мае 1900 года, когда после смерти предстоятеля Кипрской православной церкви архиепископа Софрония III в её клире осталось всего 2 епископа: митрополит Китийский Кирилл (Пападопулос) и митрополит Киринийский Кирилл (Василиу), каждый из которых претендовал на должность архиепископа. Конфликт усугубился тем, что у каждого из них был своя политическая программа: сторонник митрополита Китийского придерживались идеологии радикально националистических взглядов, в то время как сторонники митрополита Киринийского более традиционной политической линии, проводником которой в греческом мире был Константинопольский патриархат. Эта борьба, первоначально чисто церковная, приняла впоследствии и более широкие политические и общественные оттенки. Противоборство двух Кириллов и их сторонников прошло через многие стадии и в вопрос вмешались Константинопольская, Иерусалимская и Александрийская православные церкви. Английские колониальные власти, во всяком случае официально, не приняли участие в этом противоборстве. Однако очевидно, что продолжение кризиса между самими греками Кипра было им на руку. Как писал Михаил Михаилис: «Архиепископский вопрос на Кипре стал конфликтом, который привлёк внимание всей Православной Восточной Церкви и ошеломил все соседние Церкви».

## История
5 февраля 1899 года умер митрополит Пафский Епифаний, после чего должны были состояться выборы его преемника. Для этого нужно было провести выборы для назначения выборщиков, которые вместе со Священным Синодом будут избирать нового митрополита. Но когда 30 апреля того же года делегаты прибыли в Никосию, они узнали, что Священный Синод аннулировал выборы под предлогом многочисленных нарушений, так как большинство делегатов (9 из 12) были сторонниками кандидата, который был неугоден окружению архиепископа Кипрского Софрония III, управлявшее церковными делами в силу старческой немощи архиепископа Софрония. Что ещё важнее, что Синод хотел назначить другого кандидата, нежели тот, которого поддерживали выборщики. Группу, продвигавшую это мнение, составляли митрополит Киринийский Кирилл, игумен Киккосского монастыря Герасим, архимандрит Филофей и игумен монастыря Махера Игнатий.
В апреле 1900 года при второй попытке избрать митрополита Пафского делегаты высказались за кандидатуру митрополита Киринийского Кирилла (Василиу), но тот отклонил это предложение. Выборы вновь окончились безрезультатно. Таким образом, внутри Кипрской церкви начали формироваться две враждующие фракции, которые имели политическую подоплеку, в первую очередь отношение к британскому колониализму и вопросу о энозисе с Грецией: с одной стороны, «примирители» (Никосия, Кирения и др.), которые выступали за умеренное отношение к британской администрации, и, с другой стороны, «непримиримые» (Ларнака, Лимассол, Китион), которые настойчиво поднимали вопрос о энозисе.
22 мая 1900 года умер и архиепископ Кипрский Софроний III. После этого в клире Кипрская Православной Церкви осталась два иерарха: митрополитом Китийский Кирилл (Пападопулос), прозванным Кириллацосом, и митрополитом Киринийский Кирилл (Василиу), прозванным Кириллудис. Оба выдвигались кандидатами на пост Архиепископа Кипрского, и ни один из них не желал уступать другому. Отсутствие полного состава Священного Синода (не менее 3 митрополитов) и письменно зафиксированного регламента процедуры архиепископских выборов, а также отсутствие среди двух претендентов на архиепископский престол явного фаворита породили острый церковный кризис. Народ разделился на сторонников митрополита Китийского Кирилла — «китийская партия» и сторонников митрополита Керинийского Кирилла — «киринийская партия». Это противоборство было не только долговременным, но и особенно острым. Фанатизм, царивший с обеих сторон, был настолько яростным, что не придавалось никакого значения различным призывам других поместных православных церквей (Иерусалимского и Александрийского Патриархатов) к взаимным уступкам. Напротив, любой такой братский совет по усмирению вражды воспринимался как вмешательство во внутренние дела и нарушение автокефалии Кипрской Церкви. Во время предвыборной кампании «киринийская партия» обвинила Кирилла Китийского в принадлежности к масонству. В ответ «китийская партия» обвинила Кирилла Киринийского в ереси как сторонника Апостолоса Макракиса.
В 1907 году тогдашний губернатор Чарльз Энтони Кинг-Харман представил в Законодательный совет законопроект «О выборе Архиепископа», подготовку которого он поручил «белому политику» Иоаннису Кирьякидису. Митрополит Керинийский Кирилл отверг этот законопроект, против которого выступил и Патриарх Константинопольский Иоаким III. В июне того же года на Кипр прибыли Патриарх Александрийский Фотий и клирик Иерусалимской православной церкви архимандрит Мелетий (Метаксакис), а также митрополит Анхиальский Василий (Георгиадис), дабы внести свой вклад в разрешении кризиса. Однако в конечном итоге и они сами оказались вовлечены в него: Патриарх Александрийский Фотий поддерживая митрополита Китийского Кирилла, а митрополит Василий — митрополита Керинийского Кирилла.
Константинопольская Патриархия после обсуждения с англичанами приняла решение самостоятельно избрать нового архиепископа Кипрского, назначив 9 февраля 1908 года на эту должность митрополита Керинийского Кирилла. Реакция сторонников «китийцев» была немедленной и решительной, в то время как керинийцы праздновали. Массы китийцев собрались в Никосии с греческими флагами скандируя лозунги. Между тем, керинийцы заняли архиепископию в которой находились как Кирилл Китийский так и Кирилл Керинийский, и требовали начать процедуру возведения на трон. Британские власти во избежание кровопролития выдворили людей из архиепископии и перевезли двух митрополитов в здание губернатора. Кирилл Керинийский, опасаясь кровопролития, объявил что не принимает своего избрания, поскольку не хотел, по его выражению, шагать по трупам. Однако столкновений и камнеметаний избежать не удалось, и губернатор объявил о введении военного положения.
После этого было ускорено голосование по законопроекту о выборе архиепископа, который был 22 апреля 1908 года одобрен Законодательным Советом, в котором подавляющее большинство из 9 членов-греков составляли сторонники Кирилла Китийского. После чего стало возможным провести выборы представителей. Выборы были проведены без серьёзных инцидентов. 8 апреля 1909 года избранные представители числом 60 человек собрались на большом синоде Архиепископии, и избрали архиепископом Кипрским митрополита Китийского Кирилла.
До февраля 1910 года «киринийская партия» не признавала нового архиепископа. 12 февраля 1910 года на Кипр прибыли посланцы патриарха Фотия митрополит Леонтопольский Софроний (Евстратиадис) и епископ Трипольский Феофан (Мосхонас), с целью примирения сторон. Они уговорили конфликтующие стороны встретиться на подворье Киккского монастыря 17 февраля 1910 года. Митрополит Кирилл Киринийский подал 18 февраля 1910 года прошение об отставке Константинопольскому патриарху, а архиепископ Кирилл II оставил ему титул «Блаженнейший» и «Предстоятель Киринии». По просьбе митрополита Кирилла Киринийского была снята кандидатура на Пафосскую кафедру архимандрита Макария (Мирианфевса), поскольку он являлся племянником архиепископа Кирилла II. Оба Кирилла встретились и примирились утром 18 февраля 1910 года.